# تکدام (ماساللی)
تکدام (به ترکی آذربایجانی: Təkdam) یک منطقه مسکونی در جمهوری آذربایجان است که در شهرستان ماساللی واقع شده است. تکدام ۵۲۱ نفر جمعیت دارد.

## دین
در مسجد جامع تکدام یک هیئت مذهبی وجود دارد.